# Clidemia paraguayensis
Clidemia paraguayensis är en tvåhjärtbladig växtart som beskrevs av Ernst Gottlieb von Steudel. Clidemia paraguayensis ingår i släktet Clidemia och familjen Melastomataceae. Inga underarter finns listade i Catalogue of Life.